# Sestriere
Sestriere (piemontesisch ël Sestrier, französisch Sestrières, okzitanisch Sestrieras oder la Sestriera) ist eine Gemeinde  in der italienischen Region Piemont. Der nahe der Grenze zu Frankreich gelegene Ort in der Metropolitanstadt Turin ist ein Wintersportort.

## Lage und Einwohner
Sestriere liegt 102 km westlich von Turin auf einer gleichnamigen 2035 Meter hohen Passhöhe zwischen dem Val Chisone und dem Susatal (Val di Susa). Im Nordwesten wird er vom 2701 Meter hohen Monte Fraitève überragt, im Südosten vom Monte Sises (2658 m) und von der Punta Rognosa (3280 m). Zu Sestriere gehören die Ortsteile Sestriere Colle auf der Passhöhe, Sestriere Borgata im Val Chisone, Champlas du Col und Champlas Janvier im Susatal. 
Sestriere hat 916 Einwohner (Stand 31. Dezember 2024).

## Entwicklung

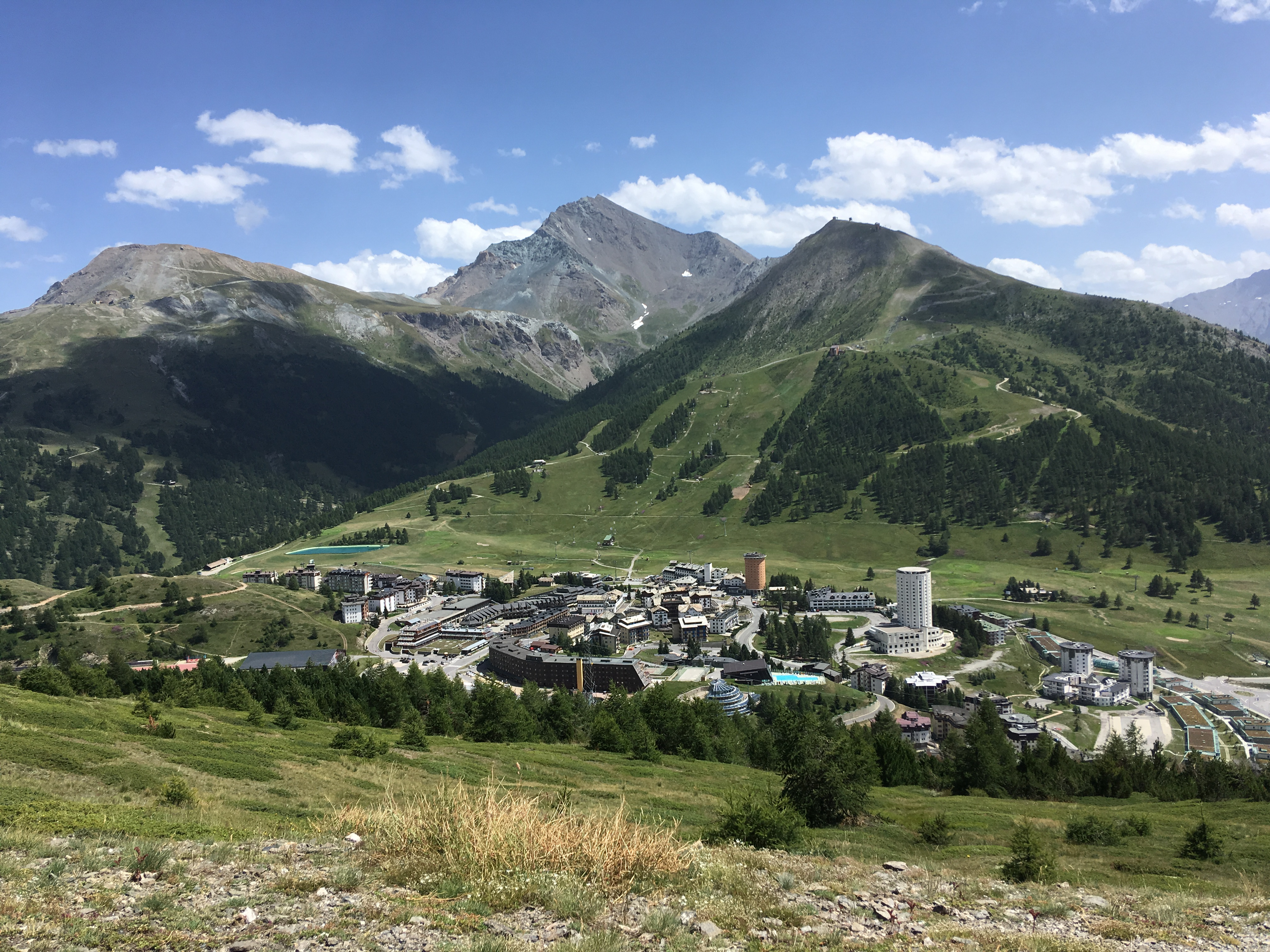
Ansicht von Sestriere

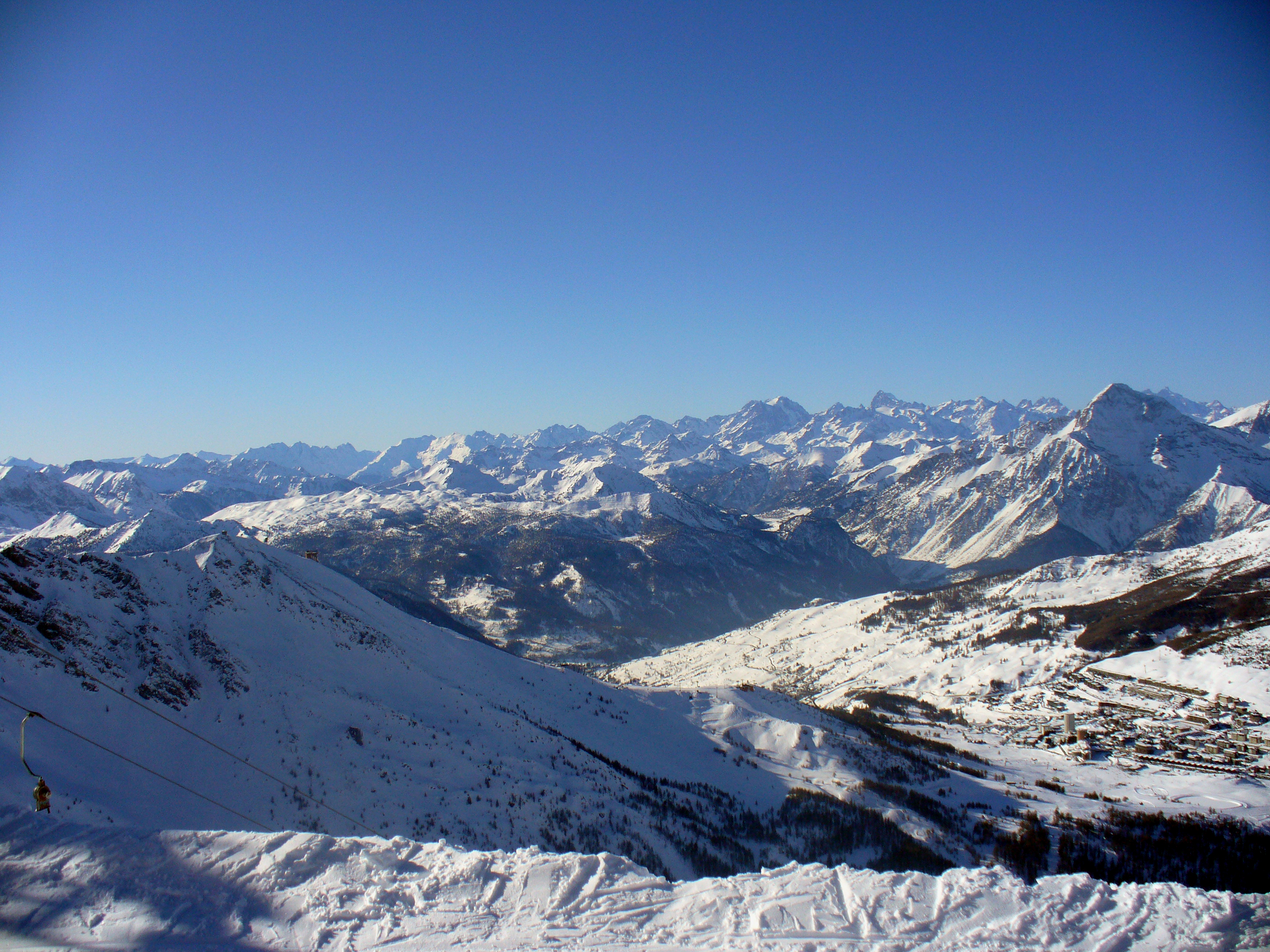
Ansicht von Sestriere von Monte Motta

Fiat-Gründer Giovanni Agnelli Senior ließ Anfang der 1930er-Jahre zwei Hotels und zwei Seilbahnen bauen, darunter eine von Adolf Bleichert & Co. erstellte Pendelbahn. Später folgten noch ein weiteres Hotel, eine Sprungschanze und die ersten Sesselbahnen sowie Europas höchster 18-Loch-Golfplatz. Im Zweiten Weltkrieg wurden die Einrichtungen beschädigt, in den 1950er-Jahren dann wieder aufgebaut.
Gemeinsam mit den Nachbargemeinden Claviere, Sauze d’Oulx, Cesana Torinese und Pragelato hat sich Sestriere zum Skigebiet Via Lattea zusammengeschlossen. Die bekanntesten Pisten, auf denen auch Wettkämpfe stattfinden, sind Banchetta, Fraitève und Sises. Insgesamt hat Sestriere 146 Pisten und 92 Lifte/Bahnen. Die Gesamtlänge der Skiabfahrten beträgt 400 Kilometer, davon sind 120 künstlich beschneit.

## Gemeindepartnerschaft
- San Carlos de Bariloche

## Sport

### Wintersport
Der Ort ist regelmäßig Austragungsort von alpinen Skiweltcuprennen; hier fanden auch die Alpinen Skiweltmeisterschaften 1997 statt. Bei den Olympischen Winterspielen 2006 in Turin wurden in Sestriere die alpinen Skiwettbewerbe ausgetragen. Sestriere beheimatet auch eines der drei olympischen Dörfer dieser Winterspiele. Es umfasst 75.000 Quadratmeter und liegt zentral im Ort.
Am 16. Juli 2021 erhielt Sestriere zusammen mit den weiteren Veranstaltungsorten Turin, Bardonecchia und Pragelato von Special Olympics International den Zuschlag für Austragung der Special Olympics World Winter Games 2025.

### Tour de France
Sestriere schien erstmals im Jahr 1952 im Programm der Tour de France auf und diente auf der 11. Etappe als zweite Bergankunft des Rennens. Das Ziel befand sich auf einer Höhe von mehr als 2000 Metern, was ein Novum in der Geschichte der Tour de France darstellte. Nachdem er bereits die erste Bergankunft in Alpe d’Huez gewonnen hatte, triumphierte Fausto Coppi auch in Sestriere und baute seinen Vorsprung in der Gesamtführung auf rund 20 Minuten aus, womit er den Grundstein für seinen zweiten Gesamtsieg legte. Die damals befahrene Westauffahrt wurde als Anstieg der 2. Kategorie klassifiziert.
In den Jahren 1956 und 1966 wurde Sestriere jeweils auf dem Weg nach Turin durchfahren. Die Organisatoren nutzten weiterhin die Westauffahrt, die von Cesana Torinese auf 11,5 Kilometern 679 Höhenmeter überwindet, was einer Durchschnittssteigung von sechs Prozent entspricht. Der Anstieg galt von nun an als Bergwertung der 1. Kategorie. Mit Charly Gaul und Julio Jiménez führten in jenen Jahren bekannte Fahrer über die Passhöhe.
Nach längerer Abwesenheit kehrte Sestriere in den 1990er Jahren gleich dreimal als Bergankunft ins Programm der Tour de France zurück. Im Jahr 1992 sicherte sich der Italiener Claudio Chiappucci den Etappensieg, während Miguel Indurain das Gelbe Trikot übernahm und bis zum Ende der Rundfahrt nicht mehr abgeben sollte. Bei der Tour de France 1996 war es der Däne Bjarne Riis der mit seinem Etappensieg in Sestriere die Gesamtführung übernahm und so den Grundstein für seinen Tour-de-France-Gesamtsieg legte. Im Jahr 1999 feierte Lance Armstrong im Gelben Trikot seinen ersten Etappensieg bei einer schweren Alpenetappe und baute zugleich seinen Vorsprung im Gesamtklassement auf mehr als sechs Minuten aus. Auch der US-Amerikaner sollte im Anschluss Paris als Gesamtsieger erreichen, ehe er im Nachhinein aufgrund eines Dopingskandals disqualifiziert wurde.
Die bislang letzte Überfahrt von Sestriere fand im Jahr 2011 statt, als die 17. Etappe zwischen Gap und Pinerolo erneut über die Westauffahrt führte. Mit Rubén Pérez sicherte sich damals ein weiterer Spanier die Bergwertung.
Im Jahr 2024 führte die Tour de France im Rahmen der 4. Etappe erneut über Sestriere. Nach dem Start in Pinerolo wurde erstmals die Ostauffahrt genutzt, ehe die Strecke über den Col de Montgenèvre und Col du Galibier nach Valloire führte. Die Organisation gab die Ostauffahrt mit einer Länge von 39,9 Kilometern mit einer durchschnittlichen Steigung von 3,7 % an. Die Bewertung der 2. Kategorie sicherte sich der Brite Stephen Williams.
| Jahr  | Etappe     | Bergwertung  | Fahrer             | Auffahrt                    |
| ----- | ---------- | ------------ | ------------------ | --------------------------- |
| 1952* | 11. Etappe | 2. Kategorie | Fausto Coppi       | West (über Champlas du Col) |
| 1956  | 17. Etappe | 1. Kategorie | Charly Gaul        | West (über Champlas du Col) |
| 1966  | 17. Etappe | 1. Kategorie | Julio Jiménez      | West (über Champlas du Col) |
| 1992* | 13. Etappe | 1. Kategorie | Claudio Chiappucci | West (über Champlas du Col) |
| 1996* | 9. Etappe  | 1. Kategorie | Bjarne Riis        | West (über Champlas du Col) |
| 1999* | 9. Etappe  | 1. Kategorie | Lance Armstrong    | West (über Champlas du Col) |
| 2011  | 17. Etappe | 1. Kategorie | Rubén Pérez        | West (über Champlas du Col) |
| 2024  | 4. Etappe  | 2. Kategorie | Stephen Williams   | Ost                         |

* Bergankunft

### Giro d’Italia
Im Jahr 1911 führte die 3. Austragung des Giro d’Italia auf der 5. Etappe erstmals über Sestriere. Der rund 300 Kilometer lange Abschnitt zwischen Mondovì und Turin gilt als die erste Bergetappe der Italien-Rundfahrt, da das Etappenrennen in Sestriere zum ersten Mal eine Seehöhe von 2000 Metern passierte. Den Etappensieg sicherte sich der Franzose Lucien Petit-Breton, der in der nicht asphaltierten Ostauffahrt Probleme hatte den anderen Fahrern zu folgen und erst auf der anschließenden Abfahrt den Kontakt zur Spitze wieder herstellen konnte. Im Jahr 1914 wurde auf der 1. Etappe erstmals die Westtauffahrt befahren, wobei 44 der 81 Starter die Rundfahrt bereits am ersten Tag verließen.

Nach einer weiteren Überfahrt im Jahr 1931 wurde beim Giro d’Italia 1935 erstmals eine Bergwertung in Sestriere abgenommen, bei der sich der Italiener Gino Bartali die meisten Punkte sicherte. Im Jahr 1949 war es sein Rivale Fausto Coppi der auf der 17. Etappe über fünf Alpenpässe führte und nach dem abschließenden Anstieg von Sestriere als Sieger in Pinerolo ankam. Fausto Coppi gewann die Etappe mit einem Vorsprung von rund 12 Minuten vor Gino Bartali, übernahm die Maglia Rosa und sicherte sich wenige Tage später seinen dritten von insgesamt fünf Gesamtsiegern beim Giro d’Italia. In den Jahren 1964, 1972, 1982 und 1986 war die Überquerung von Sestriere stets ein Teil von anspruchsvollen Bergetappen, wobei sich die Ost- und Westauffahrt abwechselten.

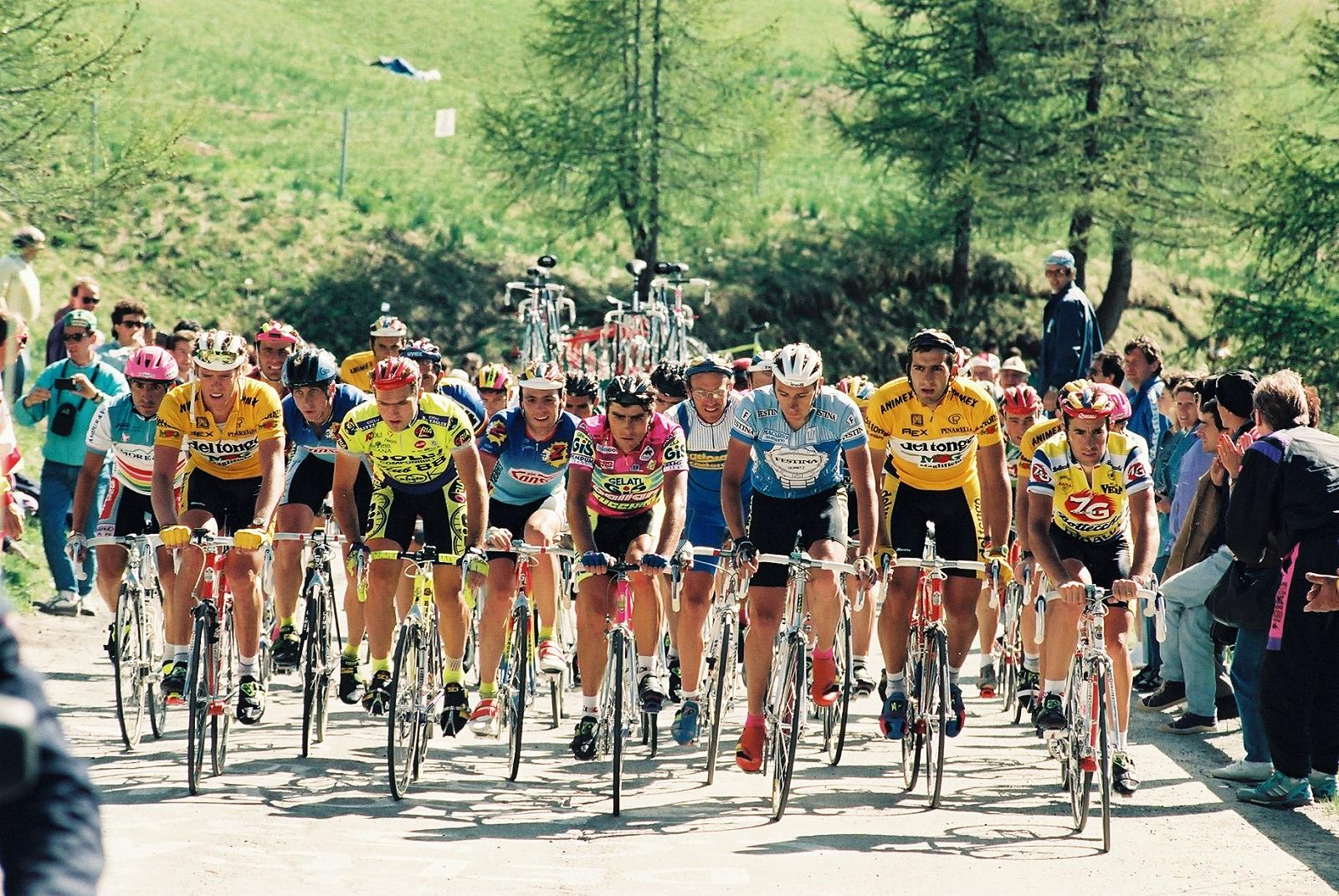
Der Anstieg nach Sestriere beim Giro d’Italia 1991

Im Jahr 1991 fand erstmals eine Bergankunft in Sestriere statt, wobei der Zielort über Sauze di Cesana aus westlicher Richtung erreicht wurde. Der Schlussanstieg wurde im Finale der Etappe zweimal befahren. Zunächst sicherte sich der Spanier Santos Hernández die erste Bergwertung, ehe sein Landsmann Eduardo Chozas Olmo die Etappe gewann. Im Jahr 1993 ging erneut eine Etappe in Sestriere zu Ende, wobei diese als Einzelzeitfahren über 55 Kilometer mit Start in Pinerolo ausgetragen wurde. Miguel Indurain gewann die Etappe und baute seine Führung im Gesamtklassement aus, ehe er wenige Tage später seinen zweiten Giro d’Italia gewann. In der nachfolgenden Austragung des Jahres 1994 endete die vorletzte Etappe mit einer weiteren Bergankunft in Sestriere, die der Schweizer Pascal Richard für sich entschied. Im Jahr 2000 führte erneut ein Einzelzeitfahren nach Sestriere, das am vorletzten Etappentag über den Gesamtsieg der Rundfahrt entschied. Anders als im Jahr 1993 führte die Strecke von Briançon zunächst über den Col de Montgenèvre, ehe die rund 9 Kilometer lange Westauffahrt über Sauze di Cesana erfolgte. Stefano Garzelli legte die 34 Kilometer rund zwei Minuten schneller als sein Landsmann Francesco Casagrande zurück und schlüpfte so vor dem abschließenden Tag in Mailand in die Maglia Rosa.
Beim Giro d’Italia 2005 ging erneut eine Etappe in Sestriere zu Ende, wobei im Vorfeld der deutlich anspruchsvollere Schotter-Anstieg des Colle delle Finestre befahren wurde. Die Kombination der beiden Anstiege wurde seither zwei weitere Male in den Jahren 2011 und 2015 als vorletzte Etappe genutzt. Dazwischen stand im Jahr 2009 ein weiteres Mal die Westauffahrt auf dem Programm. Neben der Kombination mit dem Colle delle Finestre hätte die Ostauffahrt nach Sestriere im Jahr 2013 als vorletzter Anstieg vor dem steilen Schlussanstieg nach Jafferau (Bardonecchia) genutzt werden sollen, musste jedoch aufgrund von Schneefall aus dem Programm genommen werden. Im Jahr 2018 entschloss sich die Organisation des Giro d’Italia eine Kombination aus Colle delle Finestre, Sestriere und dem Anstieg nach Jafferau auf der 19. Etappe auszutragen. Die vierfache Tour-de-France-Sieger Chris Froome, der in den ersten beiden Wochen bereits viel Zeit verloren hatte, griff im Colle delle Finestre rund 80 Kilometer vor dem Ziel an und distanzierte die anderen Gesamtklassement-Fahrer. Als Solist erreichte er Sestriere mit einem Vorsprung von rund zwei Minuten, ehe er die Etappe gewann und das Rosa Trikot von Simon Yates übernahm, der mehr als eine halbe Stunde auf seinen Landsmann verlor.
Die bislang letzte Zielankunft in Sestriere fand auf der vorletzten Etappe des Giro d’Italia 2020 statt. Ursprünglich hätte die Etappe über mehrere französische Alpenpässe führen sollen, was jedoch aufgrund der COVID-19-Pandemie nicht umgesetzt wurde. Stattdessen führte die Strecke von Alba über die Ostauffahrt nach Sestriere, ehe die Westauffahrt über Sauze di Cesana im Finale zweimal befahren wurde. Vor dem Start der Etappe waren mit Wilco Kelderman, seinem Teamkollegen Jai Hindley und dem Briten Tao Geoghegan Hart die ersten drei Fahrer in der Gesamtwertung nur durch 15 Sekunden getrennt. Im Schlussanstieg griff Tao Geoghegan Hart an und setzte sich gemeinsam mit Jai Hindley von dem gesamtführenden Wilco Kelderman ab. Im Sprint gewann Tao Geoghegan Hart die Etappe und lag vor dem Abschlusszeitfahren zeitgleich mit Jai Hindley auf dem ersten Rang, wobei sich der Brite schlussendlich den Gesamtsieg sicherte.
Im Jahr 2025 soll die 20. Etappe in Sestriere zu Ende gehen. Die Schlussauffahrt aus östlicher Richtung gilt als Anstieg der 3. Kategorie und wird in Kombination mit dem Colle delle Finestre befahren.
| Jahr  | Etappe     | Bergwertung  | Fahrer              | Auffahrt                    |
| ----- | ---------- | ------------ | ------------------- | --------------------------- |
| 1935  | 17. Etappe | GPM          | Gino Bartali        | Ost                         |
| 1949  | 17. Etappe | GPM          | Fausto Coppi        | West (über Champlas du Col) |
| 1964  | 20. Etappe | GPM          | Franco Bitossi      | West (über Champlas du Col) |
| 1972  | 14. Etappe | GPM          | Francisco Galdós    | Ost                         |
| 1982  | 21. Etappe | GPM          | Lucien Van Impe     | West (über Champlas du Col) |
| 1986  | 14. Etappe | GPM          | Stefano Giuliani    | Ost                         |
| 1991* | 13. Etappe | unbekannt    | Santos Hernández    | West (über Sauze di Cesana) |
| 1991* | 13. Etappe | unbekannt    | Eduardo Chozas Olmo | West (über Sauze di Cesana) |
| 1993* | 19. Etappe | unbekannt    | Miguel Indurain     | Ost                         |
| 1994* | 21. Etappe | unbekannt    | Pascal Richard      | West (über Sauze di Cesana) |
| 1994* | 21. Etappe | unbekannt    | Pascal Richard      | West (über Sauze di Cesana) |
| 2000* | 20. Etappe | 1. Kategorie | Jan Hruška          | West (über Sauze di Cesana) |
| 2005* | 19. Etappe | 1. Kategorie | Ruslan Ivanov       | Ost (ab Pourrieres)         |
| 2009  | 10. Etappe | 1. Kategorie | Stefano Garzelli    | West (über Champlas du Col) |
| 2011* | 20. Etappe | 2. Kategorie | Wassil Kiryjenka    | Ost (ab Pourrieres)         |
| 2015* | 20. Etappe | 3. Kategorie | Fabio Aru           | Ost (ab Pourrieres)         |
| 2018  | 19. Etappe | 3. Kategorie | Chris Froome        | Ost (ab Pourrieres)         |
| 2020* | 20. Etappe | 2. Kategorie | Filippo Fiorelli    | Ost                         |
| 2020* | 20. Etappe | 1. Kategorie | Einer Rubio         | West (über Sauze di Cesana) |
| 2020* | 20. Etappe | 1. Kategorie | Tao Geoghegan Hart  | West (über Sauze di Cesana) |
| 2025  | 20. Etappe | 3. Kategorie |                     | Ost (ab Pourrieres)         |

* In den Jahren 1911, 1914 und 1931 wurde keine Bergwertung ausgetragen
** Bergankunft (1993 und 2000 in Form eines Einzelzeitfahrens)

### Rallyesport
Von 1950 bis 1960 war Sestriere Ausgangspunkt der ca. 1800 km langen Rallye Sestriere über Bologna und Rom. 1960 wurde die Veranstaltung durch eine behördliche Anweisung abgebrochen.